# Randers Statsskole
Die Randers Statsskole ist ein Gymnasium in Randers mit etwa 900 Schülern und 90 Lehrern. Das Gymnasium wurde 1542 gegründet und kann seine Geschichte bis 1447 zurückverfolgen. Das heutige Gebäude wurde von 1923 bis 1925 nach Plänen von Hack Kampmann gestaltet.

## Rektoren
- 1606–1608: Peder Thøgersen
- 1830–1836: H.M. Flemmer
- 1837–1844: Bonaparte Borgen
- 1844–1857: C.A. Thortsen
- 1857–1885: H.K. Whitte
- 1936–1962: Axel Biering Prip
- 1962–1970: Henry Jensen
- 1969–1970: Kommissariat des Lektoren Barfod wegen der Krankheit Jensens
- 1970–1979: Poul Marstal
- 1979–2013: Kjeld Mortensen
- 2013–        : Lone Andersen

## Schüler
- Niels Jespersen (ca. 1636–1696), Arzt und Vizestiftsamtmann
- Marcus Gjøe Rosenkrantz (1762–1838), Politiker
- Steen Steensen Blicher (1782–1848), Pfarrer und Schriftsteller
- Israel Levin (1810–1883), Philologe
- Fritz Petersen (1816–1900), Anwalt und Bürgermeister von Vordingborg
- Geert Marinus Holbek (1826–1910), Generalmajor
- Daniel Høffding Wulff (1829–1900), Historiker
- Sophus Nellemann (1833–1915), Anwalt und Politiker
- J.V. Ingerslev, Justiziar
- Christian Rosenkrantz-Charisius (1838–1920), Offizier und Kammerherr
- Vilhelm Thomsen (1842–1927), Sprachforscher
- Frederik Asmussen (1842–1919), Anwalt und Politiker
- Frederik Bergmann Larsen (1839–1916), Arzt
- Poul la Cour (1846–1908), Physiker
- Hans Sofus Vodskov (1846–1910), Literaturkritiker und Religionshistoriker
- Martin Borch (1852–1937), Architekt
- Theodor Løgstrup (1853–1933), Priester
- Henrik Pontoppidan (1857–1943), Schriftsteller und Nobelpreisträger
- Anders Hvass, Jurist und Politiker
- Stig Bredstrup (1863–1939), Theologe
- Frederik Poulsen (1876–1950), klassischer Archäologe
- Elliot Hjuler (1893–1968), Architekt
- Geo. K. Schiørring (1892–1952), Anwalt
- Richard Ege, Biochemiker
- Anders Malling (1896–1981), Theologe und Schriftsteller
- Henry Jensen (1907–1989), Rektor der Statsskole
- Gunnar Auken (1913–2002), Arzt, Politiker und Widerstandskämpfer
- Jens Otto Krag (1914–1978), Staatsminister
- Christian Vegger (1915–1992), Generalleutnant und Widerstandskämpfer
- Otto Borch (1921–2013), Widerstandskämpfer und Diplomat
- Knud Waaben, Juraprofessor
- Birthe Arnbak (1923–2007), Schriftstellerin
- Mogens Halbye (1926–1913), Ingenieur und Widerstandskämpfer
- Stig Jørgensen, Juraprofessor
- Ib Christensen (* 1930), Politiker
- Niels Højlund (1931–2014), Priester und Schriftsteller
- Hector Estrup (1934–2016), Kammerherr und Volkswirtschaftler
- Ole Thomasen (* 1934), Nationalbankdirektor
- Ole Løvig Simonsen (* 1935), Wohnungsminister
- Mogens Camre (1936–2016), Politiker
- Jesper Langballe (1939–2014), Politiker
- Jørgen Simonsen (* 1938), Artillerieoffizier
- Gudrun Laub (* 1941), Politikerin
- Finn Storgaard (* 1943), Schauspieler
- Jørgen Winther (* 1945), Politiker
- Niels Boserup (* 1943), Journalist
- Mette Christensen (* 1945), Juristin
- Ivar Gjørup (* 1945), klassischer Philologe
- Hans Boserup, Anwalt
- Per B. Jørgensen, Direktor
- Jens Henrik Højbjerg (* 1955), Politiker
- Anders Ladekarl (* 1960), Generalsekretär des Dansk Røde Kors
- Torben Hansen (* 1965), Bürgermeister von Randers
- Tine Götzsche (1967), Journalistin
- Jeppe Brixvold (* 1968), Schriftsteller
- Søren Høy (* 1972), Schriftsteller
- Ibi Støving (* 1975), Moderatorin, Schauspielerin und Model
- Ina Merete Schmidt (* 1976), Schriftstellerin
- Jonas Dahl (* 1978), Politiker
- Kristian Fredslund Andersen, Journalist